# Lennart Grabe
Lennart Grabe, född 15 september 1946, är en svensk jurist, företagsledare och musiker.

## Biografi
Lennart Grabe är jurist med examen 1971 från Stockholms universitet. Han var chefsjurist för ASG 1978–1981. Åren 1982–1999 var han verksam inom Ericsson, bland annat som chefsjurist och sedan som företagsledare för olika dotterbolag. De sista åren ingick han i Ericssons koncernledning med ansvar för fusioner och företagsköp.
Under perioden 1999–2002 var Grabe koncernchef för Posten. Perioden som koncernchef präglades av stora omstruktureringar och nedläggningar av ett stort antal postkontor. Efter att Grabe lagt fram en hemlig rapport till Postens styrelse som bland annat föreslog att brevbäringen skulle läggas ut på entreprenad protesterade den fackliga organisation SEKO och krävde skadestånd för brott mot medinflytandeavtalet. Konflikten ledde till att Grabe fick lämna sitt uppdrag.
Därefter grundade Grabe Svensk Hypotekspension som han var VD för fram till 2019. Idag är Lennart Grabe involverad i Ymba International AB, där han är både ägare och VD. Han är även vice generalsekreterare för EPPARG, en organisation som arbetar med pensions- och fastighetsfrågor.

### Musikalisk bakgrund
Grabe föddes i en musikalisk familj. Som ung hade han violinisten Gert Crawford som fiollärare, men ville hellre spela gitarr. Bland annat spelade han tillsammans med barndomsvännen Janne Schaffer. Tillsammans bildade den ett band med Ted Åström på sång, vilket blev embryot till bandet "Ted and the Caracas". De spelade bland annat på Nalen. I början av 1960-talet bildade han ett nytt band som kallades "The Green Creeks". Kring 1967 började han mer på allvar att skriva musik. År 2021, vid 75 års ålder skivdebuterade han med 18 låtar som tagit honom 50 år att färdigställa.
Lennart Grabe är även utbildad till reservofficer och har majors grad.